# تشارلز وارد
تشارلز وارد (23 سبتمبر 1875 في المملكة المتحدة - 27 يونيو 1954 في المملكة المتحدة) (بالإنجليزية: Charles Ward)‏ هو لاعب كريكت بريطاني وبريطاني (وحمل سابقاً جنسية المملكة المتحدة لبريطانيا العظمى وأيرلندا). لعب مع Hertfordshire County Cricket Club ‏ ونادي مقاطعة هامبشاير للكريكت ‏ وLincolnshire County Cricket Club ‏.

## وصلات خارجية
- تشارلز وارد على موقع إي آس بي آن كريك إنفو (الإنجليزية)